# Chrysina tecunumani
Chrysina tecunumani är en skalbaggsart som beskrevs av María J. Cano och Moron 1994. Chrysina tecunumani ingår i släktet Chrysina och familjen Rutelidae. Inga underarter finns listade i Catalogue of Life.